# Marten Van Riel
Marten Van Riel, né le 15 décembre 1992 à Loenhout, est un triathlète professionnel belge.

## Biographie

### Carrière en triathlon
En 2016, il termine à la 6e place lors des séries mondiales de triathlon à Hambourg. La même année, il se classe également 6e lors des Jeux olympiques à Rio de Janeiro,. Grâce à ses résultats, il est nommé triathlète belge de l'année 2016.
En mars 2017, il annonce souffrir d'une fracture de stress au sacrum, laquelle le prive de compétition pendant plusieurs mois. De retour à la compétition, il remporte en août la manche de la coupe d'Europe de triathlon sprint à Malmö. Par la suite, il remporte la dernière manche de la coupe du monde de triathlon à Miyazaki, après avoir réalisé deux podiums lors des manches précédentes à Sarasota et Tongyeong. Au terme de l'année, il est désigné « Étoile montante » par la Fédération internationale de triathlon.
En 2018, il se classe 5e lors de la quatrième manche des séries mondiales à Leeds. Deux mois plus tard, il obtient deux médailles de bronze lors des championnats d'Europe de triathlon, en individuel d'abord, et avec le relais mixte belge de triathlon ensuite,. Par la suite, il remporte la dernière manche de la coupe d'Europe de triathlon de distance sprint à Funchal.
En mars 2022, il remporte l'Ironman 70.3 de Dubaï en réalisant la meilleure performance mondiale de la discipline en 3 h 26 min 6 s.
Le 8 juin 2024, il remporte l'étape de San Francisco du circuit T100 de l'Organisation professionnelle des triathlètes après un sprint très serré sur les 500 derniers mètres face à Kyle Smith et Rico Bogen.
En 2024, il se montre très critique envers la World Triathlon pour l'organisation du triathlon des Jeux olympiques de Paris dans la Seine. Selon lui, l'organisation manque de respect aux triathlètes en décalant la course pendant la nuit et en évoquant la possibilité de transformer l'épreuve en duathlon,. Il déclare à plusieurs reprises que la santé des athlètes n'est pas la priorité de l'organisation,,.

## Autres activités
Marten Van Riel a fait une apparition sur la chaîne youtube de Average Rob (nl) dans laquelle il aide le youtubeur dans son défi pour réussir un Ironman.

## Palmarès en triathlon
Le tableau présente les résultats les plus significatifs (podium) obtenus sur le circuit international de triathlon depuis 2016,.
| Année | Compétition                                       | Pays                | Position           | Temps           |
| ----- | ------------------------------------------------- | ------------------- | ------------------ | --------------- |
| 2024  | T100 Triathlon World Tour - Classement général    |                     | Médaille d'or      | 153 pts         |
| 2024  | Étape du T100 à Dubaï (finale)                    | Dubaï               | Médaille d'or      | 3 h 9 min 17 s  |
| 2024  | Étape du T100 de Las Vegas                        | États-Unis          | Médaille d'argent  | 3 h 20 min 12 s |
| 2024  | Étape du T100 à Ibiza                             | Espagne             | Médaille d'or      | 3 h 13 min 38 s |
| 2024  | Étape du T100 à San Francisco                     | États-Unis          | Médaille d'or      | 3 h 18 min 21 s |
| 2023  | Ironman 70.3 Bahreïn                              | Bahreïn             | Médaille d'or      | 3 h 31 min 21 s |
| 2023  | Ironman 70.3 Fortaleza                            | Brésil              | Médaille d'or      | 3 h 43 min 58 s |
| 2022  | Ironman 70.3 Dubai                                | Émirats arabes unis | Médaille d'or      | 3 h 26 min 6 s  |
| 2021  | Championnats du monde - Classement général        |                     | Médaille d'argent  | 3594 points     |
| 2021  | WTS Leeds                                         | Royaume-Uni         | Médaille de bronze | 1 h 44 min 3 s  |
| 2021  | WTS Edmonton                                      | Canada              | Médaille d'argent  | 1 h 44 min 14 s |
| 2019  | Ironman 70.3 Xiamen                               | Chine               | Médaille d'or      | 3 h 44 min 26 s |
| 2019  | WTS Edmonton                                      | Canada              | Médaille de bronze | 55 min 2 s      |
| 2019  | Jeux mondiaux militaires                          | Chine               | Médaille d'argent  | 1 h 42 min 23 s |
| 2018  | Championnats d'Europe de triathlon coute distance | Écosse              | Médaille de bronze | 1 h 47 min 40 s |
| 2018  | Coupe d'Europe étape finale : Funchal             | Japon               | Médaille d'or      | 52 min 16 s     |
| 2018  | Coupe d'Europe étape : Wuustwezel                 | Belgique            | Médaille d'or      | 51 min 39 s     |
| 2017  | Coupe du monde étape : Miyazaki                   | Japon               | Médaille d'or      | 1 h 54 min 12 s |
| 2017  | Coupe du monde étape : Tongyeong                  | Corée du Sud        | Médaille de bronze | 52 min 9 s      |
| 2017  | Coupe du monde étape : Sarasota                   | États-Unis          | Médaille d'argent  | 49 min 43 s     |
| 2017  | Coupe d'Europe étape : Malmö                      | Suède               | Médaille d'or      | 53 min 46 s     |
| 2017  | Coupe d'Europe étape : Wuustwezel                 | Belgique            | Médaille d'or      | 53 min 48 s     |
| 2016  | Coupe du monde étape : Chengdu                    | Chine               | Médaille de bronze | 1 h 49 min 33 s |

| Année | Compétition                                        | Pays     | Position           | Temps           |
| ----- | -------------------------------------------------- | -------- | ------------------ | --------------- |
| 2021  | ITU Olympic Qualification Event - relais mixte     | Portugal | Médaille d'or      | 1 h 23 min 58 s |
| 2018  | Championnats d'Europe de triathlon en relais mixte | Écosse   | Médaille de bronze | 1 h 15 min 29 s |

| Édition    | Position | Temps           |
| ---------- | -------- | --------------- |
| Paris 2024 | 22e      | 1 h 46 min 11 s |
| Tokyo 2020 | 4e       | 1 h 45 min 52 s |
| Rio 2016   | 6e       | 1 h 46 min 3 s  |

## Distinctions
- 2016 : Triathlète belge de l'année.